# Une brève histoire de l'avenir
 (décembre 2020).
- Si vous ne connaissez pas le sujet, laissez ce bandeau (vous pouvez alors contacter les auteurs).
- Si vous supprimez le contenu mis en cause (vous pouvez préalablement contacter les auteurs),

argumentez précisément cette suppression dans la page de discussion
(un manque de référence n'est pas un argument ; une recherche réelle de référence doit avoir été effectuée, être formellement documentée).
 (décembre 2020).
Pour les articles homonymes, voir Une brève histoire.
Une brève histoire de l’avenir est un ouvrage de prospective de Jacques Attali paru en 2006, chez Fayard  (ISBN 2213631301).

## Résumé
Dans Une brève histoire de l’avenir, Jacques Attali raconte sa vision de l’histoire des cinquante prochaines années. Le titre est un rappel de celui du livre de Stephen Hawking, Une brève histoire du temps.

### Connaître le passé pour mieux anticiper l’avenir
Le premier tiers du livre raconte à grands traits l’histoire de l’homme de la préhistoire à l’avènement du capitalisme de 1200 à nos jours. Il met en perspective les trois ordres qui conditionnent le développement des sociétés humaines : l’ordre rituel (religieux), l’ordre impérial (militaire) et l’ordre marchand (contrôle de l’économie). L’ordre marchand, c’est-à-dire celui du capitalisme libéral, s’est progressivement substitué aux ordres précédents, ceux des religions et ceux des empires.
Cet ordre marchand a connu neuf « cœurs » (neuf formes) successifs associés au développement de neuf technologies permettant l'extension du champ de la marchandise : 
1. Bruges et le gouvernail d'étambot
2. Venise et la caravelle
3. Anvers et l’imprimerie
4. Gênes et la comptabilité
5. Amsterdam et la flûte
6. Londres et la machine à vapeur
7. Boston et le moteur à explosion
8. New York et le moteur électrique
9. Los Angeles et le microprocesseur

Une ville devient « cœur » lorsqu'elle réunit les moyens de transformer un nouveau service en produit industriel. Son environnement immédiat est le milieu, le reste du monde est la périphérie.

### La fin de l’empire américain
La prospective commence au troisième chapitre annonçant la fin de l’empire américain, autrement dit la fin de la neuvième forme vers 2035. Apparaîtrait alors un univers polycentrique, avec neuf nations dominantes réparties sur chaque continent : les États-Unis, le Brésil, le Mexique, la Chine, l’Inde, la Russie, l’Union européenne, l’Égypte, le Nigéria. Certaines nations, comme la Chine, l’Inde ou le Nigéria, ainsi que d’autres pays créés artificiellement par la colonisation, pourraient se morceler à la manière de l’URSS en 1991 pour faire apparaître plus de 100 nouvelles nations. Le Japon, l’Indonésie, la Corée, l’Australie, le Canada et l’Afrique du Sud devraient également jouer un rôle important.
La nomadisation de la planète sera liée à des facteurs technologiques (Internet), démographiques (vieillissement de la population des vieilles nations les obligeant à intégrer les populations du sud pour financer leurs retraites) et urbains (accroissement du nombre de mégalopoles).
L’accroissement de la population mondiale obligerait à doubler la production agricole mondiale. L’urbanisation entraînerait partout la disparition des forêts sauf en Europe et en Amérique du Nord où elles sont entretenues. Ce phénomène augmentera le taux de gaz carbonique dans l’atmosphère contribuant ainsi à augmenter le réchauffement climatique. La sécheresse qui surviendra alors fera de l’eau potable une rareté et réduira grandement la biodiversité.

### L’hyperempire, l'hyperconflit, l'hyperdémocratie
La planète deviendrait un monde sans États, marché mondial inquiétant et chaotique, l’hyperempire (l’extension de la démocratie de marché, avec ses règles impitoyables, allant jusqu’à la marchandisation du temps et du corps), suivi par un conflit et une démocratie mondiale, avec des standards revisités et un nomadisme de plus en plus important.
Cet hyperempire sera dirigé par une classe dirigeante; les hypernomades. Dans leur sillage, des exécutants de bon niveau, cadres, ingénieurs, chercheurs formeront la classe des nomades virtuels. Au nombre de 4 milliards, ils seront sédentaires mais travailleront en réseau pour des entreprises nomades non localisées. Concernant le reste de l’humanité, un effectif de 3,5 milliards d’infranomades ne pourra pas être résorbé. Ils subsisteront à la limite du seuil de survie de 2 dollars par jour.
Dans ce monde futur, tout sera marchandise au profit de l’individu consommateur, y compris le temps libre. La classe dirigeante des hypernomades regroupera tous ceux qui profiteront des possibilités de jouissance de l’hyperempire.
Cette situation aboutira à l’hyperconflit. Les infranomades prendront les armes pour sortir de leur esclavage, les anciennes frontières géographiques et nationales ressurgiront, les guerres entre religions et visions du monde reprendront avec toute leur force. Des armes de plus en plus destructrices seront utilisées sans aucun contrôle global. Une situation qui pourrait mettre fin à l’Humanité.
Cependant, son livre se termine sur des options de construction positive et responsable de leur avenir par les humains, rassemblées dans ce qu’il appelle l’hyperdémocratie. Les bases de la construction de ce grand futur sont jetées : réseaux solidaires, démocratie participative, « entreprises relationnelles », ONG, micro-crédits, intelligence collective...
Le livre se termine, dans un retour brutal aux réalités d’aujourd’hui, par les réformes que Jacques Attali voudrait voir mises en œuvre par les futurs vainqueurs des élections françaises. Sans ces réformes, le déclin de la France, déjà amorcé, ne ferait que s’accentuer. Elle n’aurait aucune chance alors de participer avec quelques succès aux compétitions de l’hypermarché mondial.
Les bases de ce futur sont déjà d’actualité. La multiplication d’entreprises criminelles, les microconflits actuels concernant l’eau, et la création d’« entreprises relationnelles » telles que la Croix-Rouge et Médecins sans frontières sont les prémices de ce que l’auteur a appelé respectivement hyperempire, hyperconflit, hyperdémocratie.
À noter que Wikipédia sera l’une des bases de l’intelligence collective qui composera l’hyperdémocratie. D’après l’auteur : « l’encyclopédie Wikipedia n’est pour l’heure que l’agrégat des intelligences de ses auteurs, on y verra - on y voit déjà - naître par le travail de tous, un résultat collectif différent de ce que chacun a voulu y mettre ».

## Bande dessinée
Une brève histoire de l'avenir a été adapté par Pécau et Damien, sous forme d'une bande dessinée en 3 volumes aux éditions Delcourt. Le premier tome est paru en octobre 2008.
Cette adaptation a reçu en 2009 le Prix Bob-Morane dans la catégorie « Bande dessinée francophone ».

## Films
Une brève histoire de l'avenir est un documentaire diffusé sur la chaîne Arte en 2010, réalisé par Pierre-Henry Salfati, produit par Fabienne Servan Schreiber et Estelle Mauriac chez Cinétévé, qui permet à Jacques Attali de présenter son point de vue.
Le livre a aussi directement inspiré le documentaire 5 vagues de l'avenir. Ce film, réalisé par Laurent Perreau et produit par Julien Laur chez Maneki Lab, évoque les mouvements de l’histoire en cours qui pourraient s'amplifier si nous n’y prenons garde. Il fut présenté pour la première fois au Louvre en septembre 2015, puis au Musée des Beaux-Arts de Bruxelles.

## Exposition
Une brève histoire de l’avenir est le titre d’une exposition (dont Jacques Attali fut le conseiller scientifique) qui s’est tenue au Louvre de septembre 2015 à janvier 2016. Directement inspirée du livre éponyme, elle fit dialoguer des œuvres du passé (notamment des modèles de fruits en cire créés au début du XIXe siècle par Louis Marc Antoine Robillard d’Argentelle) et du présent pour interroger l’avenir. Parmi les artistes contemporains réunis par les deux commissaires de l’exposition, Dominique de Font-Réaulx et Jean de Loisy : Mark Manders, Tomás Saraceno, Wael Shawky, Camille Henrot, Isabelle  Cornaro, Chéri Samba, ou encore Ai Wei Wei.